# Mago (genre)
Pour les articles homonymes, voir Mago (homonymie).
Genre
Mago est un genre d'araignées aranéomorphes de la famille des Salticidae.

## Distribution
Les espèces de ce genre se rencontrent en Amérique du Sud.

## Liste des espèces
Selon World Spider Catalog (version 20.5, 22/08/2019) :
- Mago brimodes Ruiz & Maddison, 2019
- Mago intentus O. Pickard-Cambridge, 1882

## Systématique et taxinomie
Ce genre a été révisé par Ruiz, Maddison et Galiano en 2019. Ils transfèrent toutes ses espèces sauf l'espèce-type dans le genre Matinta.

## Publication originale
- O. Pickard-Cambridge, 1882 : On new genera and species of Araneidea. Proceedings of the Zoological Society of London, vol. 1882, p. 423-442 (texte intégral).